# Aéroport de Ciudad de Catamayo
L'aéroport Ciudad de Catamayo, anciennement connu comme Camilo Ponce Enriquez Airport (code IATA : LOH • code OACI : SECA) est un aéroport de Loja , dans la Province de Loja , dans le sud de l'Équateur. Son ancien nom était Camilo Ponce Enriquez (d'après un ex-président du pays) et a été rebaptisé le 13 mai 2013,.

## Situation
| \| 100 km1:8 036 000 \|Seymour San Cristóbal Cuenca Esmeraldas Guayaquil Latacunga-Cotopaxi Manta Salinas Machala/Santa Rosa Tulcán Quito Coca Lago Agrio Loja Macas |
| 100 km1:8 036 000 |

## Compagnies aériennes et destinations
| Compagnies   | Destinations                                     |
| ------------ | ------------------------------------------------ |
| Aeroregional | Quito-M. Sucre En saison charter: Balboa, Panama |

Actualisé le 12/12/2023